# Marcelinho Carioca
Marcelinho Carioca (Rio de Janeiro, 1971. december 31. –) brazil válogatott labdarúgó.

## Nemzeti válogatott
A brazil válogatottban 3 mérkőzést játszott, melyeken 2 gólt szerzett.

## Statisztika
| Brazil válogatott | Brazil válogatott | Brazil válogatott |
| Időszak           | Mérk.             | gól               |
| ----------------- | ----------------- | ----------------- |
| 1998              | 2                 | 2                 |
| 1999              | 0                 | 0                 |
| 2000              | 0                 | 0                 |
| 2001              | 1                 | 0                 |
| Összesen          | 3                 | 2                 |